# HD 102117 b
HD 102117 b (بالإنجليزية: HD 102117 b)‏ الذي يرمز له بالرمز HD 102117b، هو كوكب خارج المجموعة الشمسية، في كوكبة قنطورس، يتبع HD 102117 ‏.

## الاكتشاف
اكتشف في 16 سبتمبر 2004.